# Río Nechí
El río Nechí es un río del nor-occidente de Colombia que vierte sus aguas al río Cauca y es su tributario más importante. El río Nechí nace en la jurisdicción del municipio de Yarumal, y sirve de límite entre diversos municipios de Antioquia, como Campamento, Angostura, Anorí, Yarumal, Valdivia, Tarazá, Cáceres, Zaragoza, El Bagre, Caucasia y Nechí. 

## Cuenca
El río Nechí sin contar sus tributarios no es muy extenso en recorrido; pero se ubica en un sector de Antioquia donde casi todas las aguas de las regiones Norte, Nordeste, Bajo Cauca y Valle de Aburrá caen a su cuenca, lo cual lo convierte en el río 100% antioqueño más caudaloso del departamento, ya que tanto su cabecera cómo su recorrido y desembocadura están en el territorio departamental. Es a su vez el principal tributario del río Cauca.
Este río tiene un recorrido prácticamente rural, sin embargo circunda la cabecera urbana de Yarumal, Zaragoza, El Bagre, y Nechí.
En el río Nechí desembocan directamente importantes ríos, entre ellos:
- San Alejandro.
- Tenche.
- San Pablo.
- San José.
- Anorí.
- Tenche de Anorí.
- Porce (principal tributario).
- Zaragoza.
- Tigüí.
- Villa.
- Vijagual
- Amacerí.
- Cacerí.

Además el Nechí cuenta con un caudal tan importante y abundante a pesar de su corto recorrido, ya que es receptor indirecto de las aguas de otros importantes ríos que aportan o forman sus afluentes directos:
- Los ríos Pajarito y Dolores que confluyen para formar el río San Alejandro.
- El río Minavieja-Concepción que se une al río Tenche.
- El río San Julián que se une al río San José.
- Los ríos Medellín y Grande que forman el Porce; además a la subcuenca del Porce tributan ríos como el Chico, Chocó, Guadalupe, Riachón, Mata, Tinitá, Pocoró, Caná y Maní.
- Los ríos Pocuné, Cuturú, Bagre, Cianurada, Aporriado, Chicamoque y Atara que desaguan al río Tigüí.
- Los río Amacerí y Tigüí, vienen de la Serranía de San Lucas y llevan los aportes de innumerables corrientes hídricas del departamento de Bolívar.

Nechí es una palabra de origen catío que significa Oro natural; Ne significa oro, y Chí, natural y en lengua yamesí significa Río de oro.
El río Nechí es uno de los más importantes de Antioquia y gran parte de la población departamental está asentada en su cuenca.

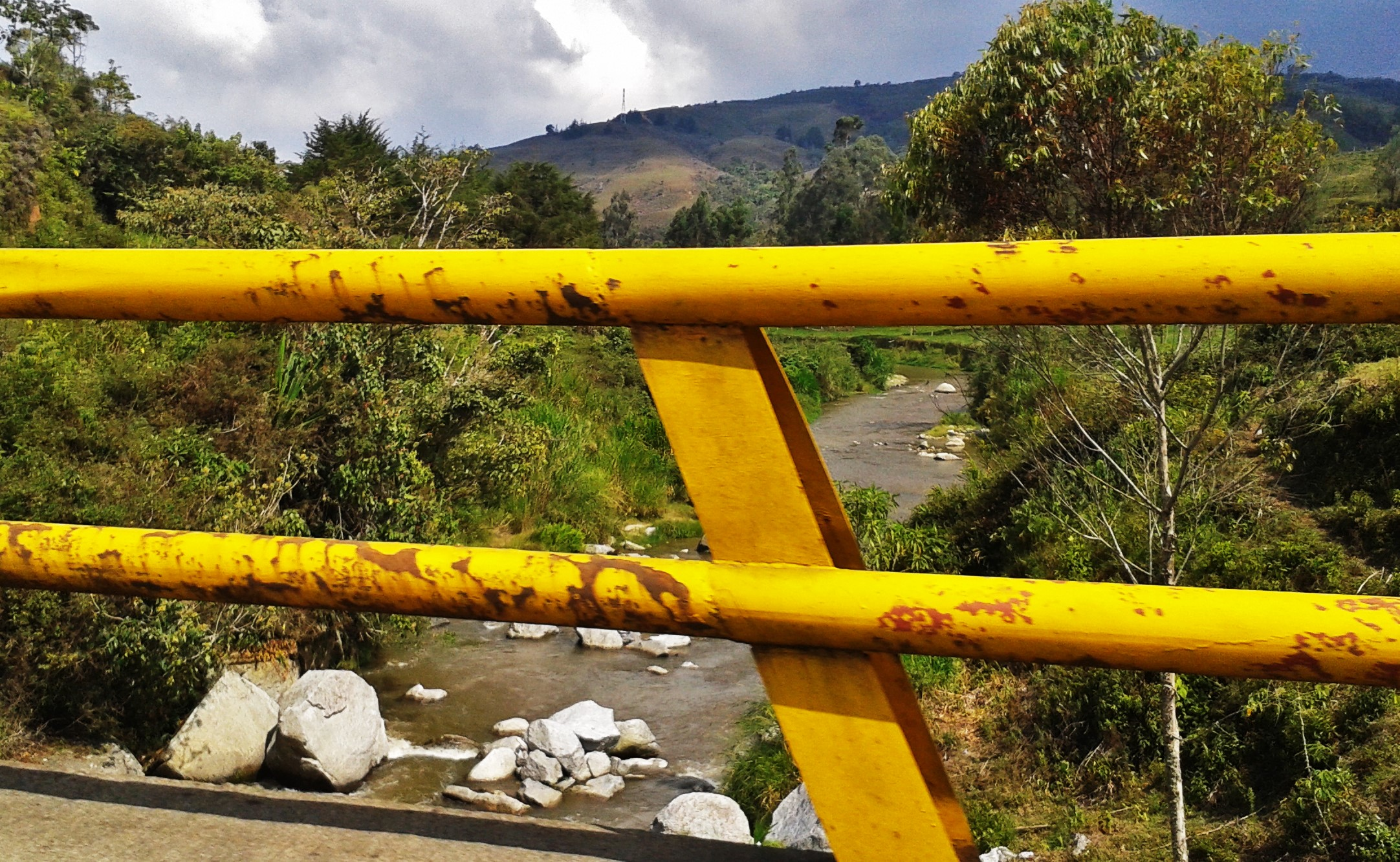
Río Nechí cerca a la ciudad de Yarumal, a pocos kilómetros de su nacimiento.
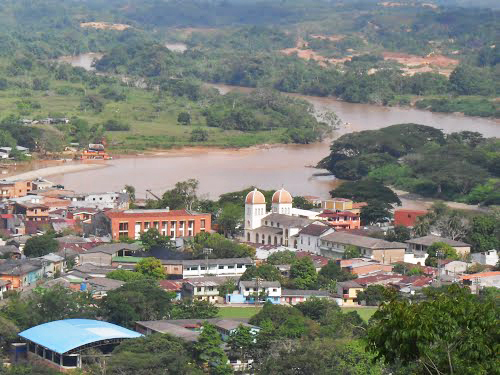
Río Nechí a su paso por Zaragoza

## Navegabilidad
La navegación del río es posible pero peligrosa especialmente para embarcaciones grandes, debido a que el río posee bancos de arena y salientes de roca que dificultan la navegabilidad, esto debido a su gran sedimentación. Sin embargo pequeñas embarcaciones cómo lanchas y canoas recorren constantemente el río y algunos de sus afluentes como el Porce, Tigüí, Cacerí, Vijagual y Amacerí sin ningún problema. 

## Arqueología
El Museo Field de Historia Natural en Chicago posee una rara colección de adornos de oro, excavada en la cuenca del río Nechí en 1918. El donante fue la empresa Wrigley Company que recibió las piezas por parte de mineros y decidió dárselas al museo. La colección consta de aretes, campanas, gargantillas, cordones, entre otros elementos, fabricados en oro puro, formando la colección más valiosa en el mundo del arte de los primeros habitantes de Colombia. En 1996, 29 sitios arqueológicos fueron descubiertos entre las cuencas de los ríos Nechí y Magdalena, entre los que se destacan Brisas Palagua, la Suiza, la Primavera, San Juan de Bedout, Barcelona, el Amparo, Caño Regla, Palestina, Montenegro y Tucumán, donde se encontraron antiguas armas, cómo puntas de proyectiles.

## Contaminación
El río Nechí es uno de los ríos más contaminados del país, pues a pesar de que este nace en el Norte Antioqueño con una calidad relativamente buena, al atravesar las regiones del Bajo Cauca y Nordeste, acarrea todos los problemas de la minería, principalmente una extrema sedimentación y aportes exagerados de mercurio.
Sus afluentes indirectos tienen una carga extrema de contaminación; el río Medellín, una de las fuentes del río Porce, su principal tributario; tiene niveles altos de contaminación industrial, ya que recibe todos los desechos del área metropolitana de Medellín; a su  vez el río Grande, la otra fuente del Porce, aunque de mucha mejor calidad, acarrea productos químicos en sus aguas originados de la actividad agropecuaria del Norte Antioqueño.
El río Tigüí es el otro foco grande de contaminación en el Nechí, ya que la minería ilegal ha destruido casi por completo la vida en sus aguas y su afluente, el río Bagre, recoge al río  Aporriado, (en Segovia, una de las ciudades más contaminadas del mundo) y este a su vez recoge al río  Cianurada, que es el más contaminado del mundo por mercurio; lo cual ha generado graves problemas genéticos en la poblaciones asentadas en su cuenca.